# براکت (اتصالات)

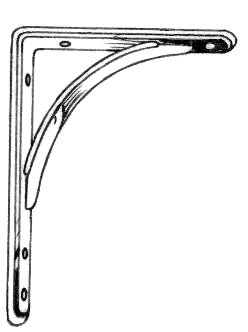
براکتی برای قفسه یا آویزان‌کردن اشیاء.

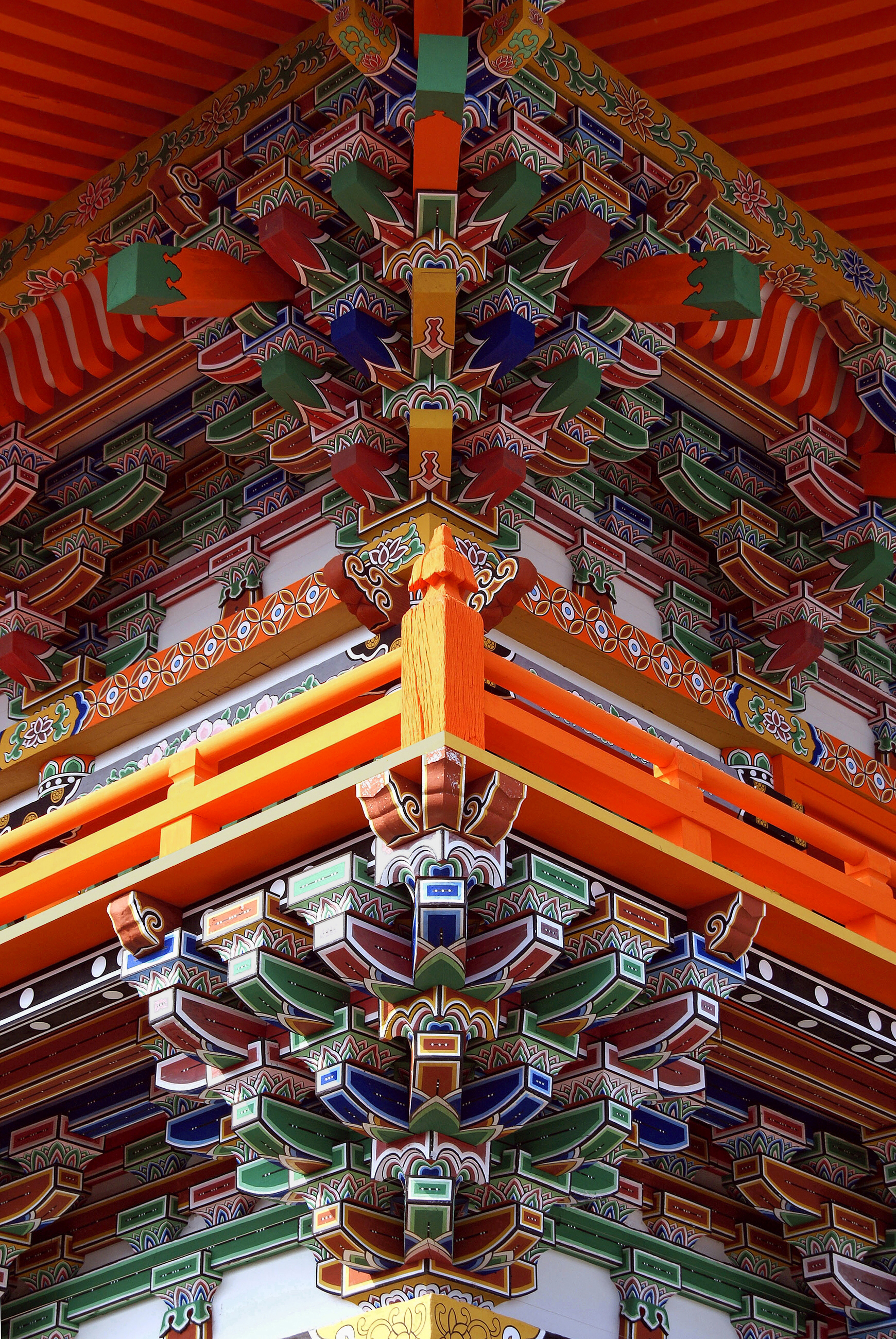
Colourful dougong bracket supporting a structure at Sagami-ji, Japan

براکت یکی از عناصر معماری و عضوی از سازه‌ها است که ممکن است از چوب، سنگ یا فلز ساخته شده باشد و بر روی دیوار نصب می‌شود تا وزنی را پشتیبانی یا تحمل کند.

## کاربرد
براکت‌ها می‌توانند به عنوان تکیه‌گاه یک مجسمه، بالکن، تاق قوسی، گلشنه، تاقچه و… استفاده شوند. همچنین به عنوان یک عنصر تزئینی یا برای تحمل وزن به کار روند. دو وجه براکت یک زاویهٔ راست را تشکیل می‌دهند که یکی از آن‌ها به دیوار می‌چسبد و دیگری زیر سطح طرح‌ریزی‌شده جای می‌گیرد.